# Popa Tanda
Popa Tanda este o nuvelă realistă scrisă de Ioan Slavici și publicată întâi în revista Convorbiri literare în 1875 și apoi în volumul Novele din popor în 1881. Această nuvelă urmărește destinul unui preot transilvănean ce reușește să schimbe în bine viața unei comunități prin puterea propriului exemplu pozitiv.

## Sumar
La început oamenii nu ascultau sfaturile preotului, apoi preotul a inceput sa colinde satul. Timp de un an Popa a dat doar învățături prin sat, iar apoi s-a pus pe batjocorit; pe oricine vedea pe drum începea să-l ocărască. Oamenii îl ocoleau din cauza aceasta, și aveau în gând să meargă la protopop, iar mai apoi la episcop. În zadar, căci episcopul era un om milostiv și ținea cu Popa Tanda.
Părintele se uita prinprejurul casei și al bisericii și era nemulțumit de ce vedea, așa că s-a pus pe gospodărit. În câțiva ani el avea casa văruită, ferestrele întregi, acoperișul trainic și biserica îngrijită. Oamenii treceau și spuneau: "Popa e omul dracului!". Iar ambiția omului de a vrea mai mult l-a făcut să înainteze în gospodărie, și așa a făcut. Peste ceva vreme popa are nepoți, animale în jurul casei, și un sat mai harnic. Acum oamenii trec pe drum și spun "Ține-l, Doamne, la mulți ani, că este omul lui Dumnezeu!".

## Personaje
Personajul principal al acestei nuvele este Părintele Trandafir, mai târziu poreclit Popa Tanda.
Alte personaje: Cozonac (Clopotarul, mai târziu sluga preotului), Marcu, Mitru, Preoteasa, copiii popii ( Ileana, Maria și băiatul), romul  etc.